# Волхово (річка)
Волхово (словац. Volchovo) — річка; ліва притока Грону, протікає в окрузі Брезно.
Довжина приблизно 6,9 км. Витік знаходиться в масиві Вепорські гори (геоморфологічна підодиниця Фабова-Голя; схил гори Мала Смрековниця) — на висоті приблизно 1225 метрів.
Протікає територією села Поломка. Впадає в Грон на висоті приблизно 585—590 метрів.